# Angelo Ephrikian
Répertoire
- Madrigaux de Carlo Gesualdo, Claudio Monteverdi, Antonio Vivaldi

Angelo Ephrikian (Trévise, 20 octobre 1913 - Rome, 30 octobre 1982) fut un violoniste, chef d'orchestre, compositeur et musicologue italien du XXe siècle.

## Biographie
Angelo Ephrikian a appris le violon à partir de 1919 avec Luigi Ferro. Il a suivi des études de droit et a été nommé magistrat à Vérone, mais à l'époque de l'Italie fasciste, il abandonne ce poste et passe la guerre dans la clandestinité. Après la guerre, il devient critique musical d'un journal de Venise. En 1945, il remplace au pied levé Antonio Guarnieri dans la Symphonie n° 5 de Beethoven à la Fenice de Venise. Les encouragements de Guanieri le poussent à devenir chef d'orchestre.
Pionnier de la musique ancienne italienne, Angelo Ephrikian a pris une part très active dans la redécouverte de l'œuvre de Vivaldi, fondant avec Antonio Fanna, L’Istituto Italiano Antonio Vivaldi en 1947 dirigé par le compositeur Gian Francesco Malipiero. Ephrikian se consacre à l'exhumation de la musique de Vivaldi et travaille à l'édition intégrale de cette œuvre par les éditions Ricordi.           
Par ailleurs, il interprète avec La Scuola Veneziana la musique baroque italienne. Son répertoire va de Monteverdi à Malipiero. En 1960, il crée un label de disque indépendant, Arcophon, pour lequel il enregistre le répertoire baroque italien. Il enregistre en première mondiale l'intégrale des madrigaux de Gesualdo, et l'Euridice de Jacopo Peri. Arcophon est dissoute en 1973. En 1971, Ephrikian est nommé directeur des Filarmonici del Teatro Communale di Bologna. En 1978, il prend la tête de l'Orchestre de Chambre de l'Angelicum de Milan. En 1980, il enregistre, avec I Filarmonici del teatro comunale di Bologna et Jean-Luc Dassé (trompette), des concertos pour trompette de G. Torelli, G. Tartini et T. Albinoni (Harmonia Mundi, HM 1049)
Ephrikian a dirigé la première audition contemporaine de l'opéra de Vivaldi La fida ninfa en 1958.